# Decogarden
Decogarden fue un programa de televisión español dedicado a la decoración y a la jardinería. El formato es presentado por Yolanda Alzola, aunque inicialmente fue presentado por Susana Gil y más tarde por Antxine Olano, mientras que las secciones de jardinería y mascotas son conducidas por Íñigo Segurola y Jacinto Legarda, respectivamente. El programa se dejó de emitir definitivamente desde Nova en octubre del 2020.
Desde febrero de 2018, El Programa dispone de un canal de Youtube, En noviembre de 2023, El Programa Regreso en Un Canal De Telegram

## Historia
El 17 de noviembre de 2001, La 2 estrenó Decogarden, un espacio dedicado al mundo de la decoración y de la jardinería. Este era conducido por Susana Gil e Iñigo Segurola, quienes comenzaron a ofrece todas las fórmulas de la decoración de interiores, como técnicas de pintura, juegos e instalaciones de luces, manualidades, cultivo y cuidado de plantas para crear diferentes espacios...
En marzo de 2003, Antxine Olano sustituyó a Susana Gil como presentadora del programa, que pasó a emitirse en Telecinco desde el 15 de enero de 2005. Sin embargo, en marzo de 2006, fue Yolanda Alzola la que se puso al frente de Decogarden.
Tras su etapa en Telecinco, el 2 de octubre de 2010 empezó a emitirse de forma semanal los sábados en Antena 3. Aun así, debido a los bajos datos de audiencia cosechados en esta cadena, desde el 17 de septiembre de 2011 pasó a emitirse los sábados en Nova.
En octubre de 2020 Atresmedia anunció la cancelación del espacio como consecuencia de la pandemia de COVD-19 y sus efectos económicos. El último programa fue emitido el 8 de agosto de 2020.